# Сикативи
Сикати́ви (від лат. siccativus — висушують) — допоміжні сполуки, які вводяться в олійні фарби для прискорення процесу висихання. Хімічно є каталізаторами оксидної полімеризації рослинних олій. Як сикативи можуть використовуватися солі кобальту, марганцю, цирконію, барію, свинцю, кальцію тощо.

## Класифікація
Сикативи за механізмом дії поділяються на два класи: первинні, або істинні сикативи, та допоміжні (промотори), які мають активуючий вплив на первинні сикативи. Промотори сприяють рівномірному висиханню покриття по товщині та підвищують стабільність істинних сикативів.
Істинні сикативи — це солі карбонових кислот перехідних металів, таких як кобальт, марганець, свинець, що існують у двох валентних станах.
До промоторів відносять солі кальцію, барію, цинку, цирконію. Механізм дії промоторів полягає в тому, що, будучи сильними основами, вони активіше вступають у взаємодію з карбоксильними групами алкідних олігоефірів, виключаючи взаємодію з ними солей металів, що входять до складу сикативів.

## Склад
Як сикативи зазвичай використовують розчинні в олії та органічних розчинниках сполуки деяких перехідних та неперехідних металів, головним чином солі монокарбонових кислот (мила) із загальною формулою (RCOO) xM, де М — Зі, Mn, V, Fe, Pb, Zn, Zr, Се та інші метали нижчого ступеня окислення. R — аліфатичений або аліциклічний замінник.
Найпоширеніші мила 2-етилгексанової, 2-етилгептанової, нафтенових, синтетичних жирних (фракція С7-С9) кислот, вищих карбонових кислот ізобудови. Рідше застосовують мила насичених кислот рослинних олій, талової олії (талати), каніфолі (резинати).
Крім мил як сикативи можуть бути використані інші металомісні комплекси — хелати, металоцени, карбонільні комплекси, ацетилацетонат, похідні фенантроліну, а також деякі органічні сполуки, які містять метал, наприклад діарілхіноксаліни, діарілфеназіни.
У промисловості сикативи випускають переважно у вигляді розчинів у летючих органічних розчинниках (вайт-спірит, ізопропіловий спирт, легкі алкани), що обумовлено зручністю їхнього дозування та легкістю змішання з іншими компонентами лаків та фарб. Іноді сикативи випускають у вигляді паст і порошків.
В лакофарбові матеріали сикативи зазвичай вводять у вигляді дво- або трикомпонентних сумішей, що містять сіль перехідного (Со, Мn, V та ін.) і неперехідного (Pb, Са та ін.) металу. Кількість металу визначається його активністю, а підбір комбінацій металів — їх синергетичною дією. Найпоширеніші системи Co-Pb, Co-Zn, Mn-Pb, Mn-Zn, Co-Zr, Mn-Zr, Pb-Mn-Co, Co-Mn-Zn, Co-Mn-Pb.

## Механізм дії
Сикативи сприяють переносу (транспорту) О2 повітря в плівкоутворювач. При цьому О2 взаємодіє з метиленовими групами, що знаходяться в α-положенні до подвійних зв'язків ненасичених кислот, з утворенням гідропероксидів ROOH. У цьому процесі активними є солі перехідних (Со, Мn) і неперехідних (Pb, Са) металів (менш активні Ni і Сu). На стадії ініціювання радикальної полімеризації перехідні метали беруть участь у розпаді гідропероксидів з утворенням радикалів.
Крім каталітичної дії, сикативи покращують механічні та захисні властивості покриття, збільшують їх гідрофобність та корозійностійкість, є пластифікаторами та модифікаторами. Сикативи на основі Со у поєднанні з лужними милами забезпечують відторгнення водорозчинних лакофарбових матеріалів. Деякі сполуки — шіфові основи, аміни, азини, гідразин, NH3 та ін. — промотують дію сикативів.

## Використання в малярстві
При малюванні олійними фарбами сикативи є важливим складником фарб, що прискорює процес висихання. Висихання олійних фарб є процесом поступової оксидації (окислення), який за наявності чи відсутності сикативів триває століттями. Використання сикативів дозволяє скоротити час первинного висихання олійних фарб з 5-12 днів до одного=двох днів. За надмірного використання сикативів може початися процес передчасного старіння, що проявляється в утворенні на полотні нерівностей та тріщин. У малярстві найчастіше використовують як сикативи оксиди важких металів, таких як свинець, марганець, кобальт, цинк, а також солі металів від ненасичених жирних кислот. Пігменти з умістом важких металів, як, наприклад, свинцеві білила, також мають сикативні властивості.
На практиці використовуються суміші різних сикативів на основі металів. Олійні розчини сикативів, які часом називають сикативними екстрактами, після тривалого стояння каламутніють. Для зникнення каламутності ці розчини слід потримати якийсь час у відкритих посудинах.

## Отримання
У промисловості сикативи отримують двома способами. Найпоширеніший спосіб осадження, заснований на обмінній реакції, що протікає у водному розчині між сіллю металу (сульфат, нітрат, ацетат, карбонат) та лужним милом відповідної кислоти. Спосіб не вимагає нагрівання до високої температури та призводить до утворення сикативу високої якості. Інший спосіб виробництва — сплавлення оксидів, гідроксидів або солей (карбонатів, ацетатів) металу з кислотами при 320—360 ° С, іноді в присутності розчинника для видалення реакційної води.
Сикативи отримують також завдяки безпосередньому розчиненню тонкоподрібнених металів в нагрітих кислотах або ж використовують електрохімічні методи.

## Токсичність
Важкі метали, що містяться в більшості сикативів (катіони свинцю, марганцю, кобальту, цинку тощо) є токсичними. Надмірний контакт з такими речовинами може чинити шкідливий вплив на організм людини.